# Omosarotes foxi
Omosarotes foxi là một loài bọ cánh cứng trong họ Cerambycidae.